# 1e congresdistrict van Arkansas

De locatie van het district in de staat Arkansas.

Het 1e congresdistrict van Arkansas is een kiesdistrict voor het Amerikaanse Huis van Afgevaardigden. Het district bevat de noord- en zuidoostelijke delen van de staat Arkansas.  Momenteel is Republikein Rick Crawford de afgevaardigde voor het district.

## Presidentsverkiezingen
| Jaar | Resultaten                             | Winnende partij | Winnende partij      |
| ---- | -------------------------------------- | --------------- | -------------------- |
| 2000 | George W. Bush 48% - 50% Al Gore       |                 | Democratische Partij |
| 2004 | George W. Bush 52% - 47% John Kerry    |                 | Republikeinse Partij |
| 2008 | John McCain 59% - 38% Barack Obama     |                 | Republikeinse Partij |
| 2012 | Barack Obama 61% - 36% Mitt Romney     |                 | Republikeinse Partij |
| 2016 | Hillary Clinton 30% - 65% Donald Trump |                 | Republikeinse Partij |